# Ventilazione meccanica
La ventilazione meccanica è una procedura in cui un macchinario sostituisce, o integra, l'attività dei muscoli inspiratori, fornendo l'energia necessaria ad assicurare un'adeguata ventilazione ai polmoni.
Essendo il caposaldo della terapia intensiva, la ventilazione artificiale nel paziente critico e totalmente dipendente dal supporto ventilatorio pone notevoli problemi etici sull'opportunità di ricorrervi in pazienti molto anziani, con malattie terminali o talmente gravi da configurare una forma di accanimento terapeutico.

## Storia
Il medico romano Galeno è stato il primo a descrivere la ventilazione meccanica: "se si prende un animale morto e si insuffla aria nella sua laringe attraverso una cannula, si riempiranno i suoi bronchi e si vedranno i polmoni riempirsi".. Anche Vesalio descrive la ventilazione artificiale realizzata mediante l'inserimento di una cannula nella trachea di animali. Nel 1908 George Poe testò il suo respiratore meccanico su cani in asfissia e rianimanti grazie alla ventilazione artificiale.

### Macchine a pressione negativa

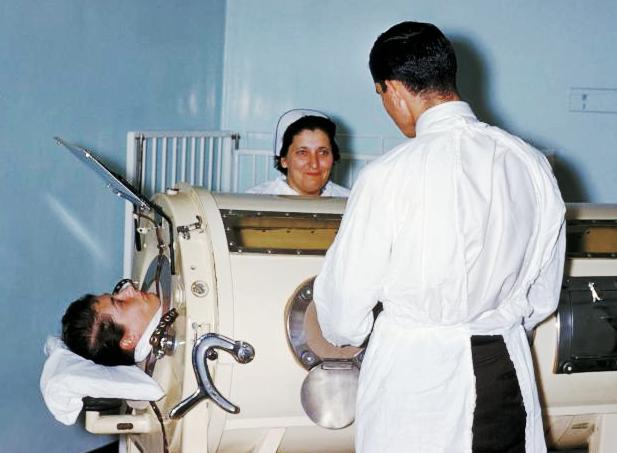
Un polmone d'acciaio.

Il polmone d'acciaio, conosciuto anche come cisterna di Drinker e Shaw, fu sviluppato nel 1929 e fu una delle prime macchine a pressione negativa per la ventilazione artificiale a lungo termine. Fu poi perfezionato e utilizzato ampiamente nel ventesimo secolo per le epidemie di poliomielite, che afflissero il pianeta negli anni quaranta. 
Si tratta effettivamente di una sorta di cisterna, nella quale il paziente è letteralmente rinchiuso fino al collo, laddove attraverso una guaina di gomma, la testa sporge e le vie aeree vengono messe in diretto contatto con l'aria dell'ambiente.
Mediante un mantice viene generata una depressione all'interno della cisterna, la cassa toracica si espande e si determina una depressione all'interno delle vie aeree del paziente e l'aria ambiente, per differenza di pressione, entra nelle vie aeree e nei polmoni. L'interruzione della funzione del mantice con il ritorno alla posizione di partenza permette lo svuotamento passivo del polmone. Il polmone d'acciaio, quindi, non fa altro che riprodurre la meccanica respiratoria, che si osserva in condizioni normali e che una miopatia o una neuropatia rendono impossibile per l'insufficiente funzione dei muscoli della gabbia toracica.
Uno dei grossi problemi è rappresentato dal fatto che anche l'addome si trova nella cisterna e che di conseguenza anch'esso si espande durante l'azione del mantice e crea un sequestro di sangue riducendo il ritorno venoso verso il cuore di destra, situazione particolarmente pericolosa nei pazienti in ipovolemia in cui si può verificare un significativo calo della pressione arteriosa.
Al giorno d'oggi, i sistemi a pressione negativa sono ancora in uso, e per lo più su pazienti con insufficienza della muscolatura della gabbia toracica, come nella poliomielite. Fra i centri di eccellenza si annoverano in Inghilterra il St. Thomas' (nei pressi di Westminster a Londra) e il John Radcliffe a Oxford.
La macchina in uso è nota come corazza respiratoria, nel caso questa sia composta da una corazza metallica, mentre prende il nome di Polmone a Poncho nel caso sia costituito da materiali più leggeri e la tenuta stagna è garantita da una giacca esterna.

In entrambi i casi viene coinvolta solo la zona toracica, con interessamento delle braccia e delle gambe, lasciando la possibilità di movimento al paziente.

### Macchine a pressione positiva

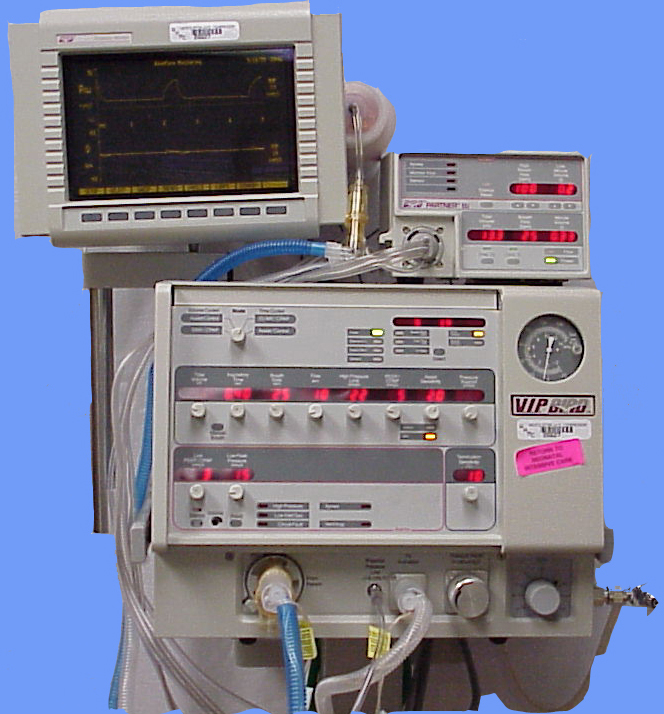
Ventilatore meccanico.

I moderni ventilatori a pressione positiva derivano dai dispositivi utilizzati nella seconda guerra mondiale per assistere la ventilazione in quota dei piloti di aerei militari. 
Il ventilatore lavora insufflando miscele di gas (normalmente aria e ossigeno) a pressione positiva nelle vie aeree del paziente. L'espirazione è permessa dal ritorno della pressione del ventilatore al livello della pressione atmosferica e dal ritorno elastico dei polmoni e della gabbia toracica.

#### Tipologie
Vista l'anatomia delle vie aeree, che condividono il primo tratto con l'apparato digerente, e le circostanze nelle quali la ventilazione assistita viene impiegata (il paziente presenta solitamente una diminuzione della vigilanza o del grado di coscienza), sono necessarie ulteriori misure per assicurare l'agevole passaggio dell'aria nelle vie aeree ed evitare l'insufflazione di gas nello stomaco e il conseguente riflesso del vomito, che ha come temibile complicanza l'inalazione di materiale solido o liquido nelle vie aeree e una sindrome da distress respiratorio ab ingestis: tale tipo di ventilazione viene definita invasiva. Di norma, l'isolamento delle vie aeree e il collegamento diretto alla sorgente di pressione positiva avviene mediante l'inserimento di una cannula nella laringe attraverso il naso o la bocca, oppure attraverso una tracheotomia; in altri casi è possibile ricorrere a semplici manovre sulle vie aeree oppure a dispositivi sovra-glottici come la maschera laringea. 
Se il paziente non necessita di protezione delle vie aeree e non vi sono ostacoli al passaggio dell'aria è possibile la ventilazione artificiale non invasiva.

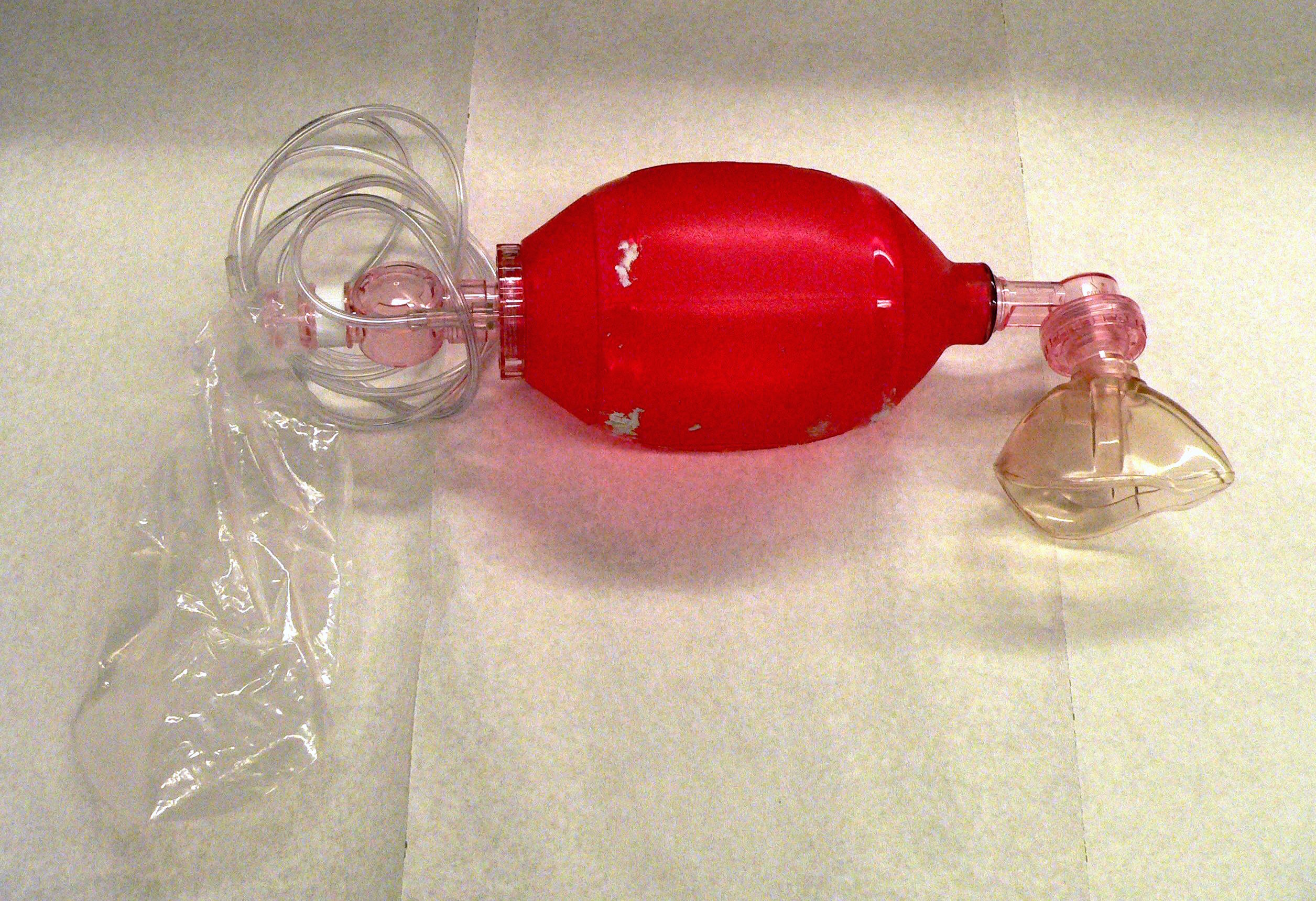
Pallone ambu con reservoir.

La ventilazione può essere effettuata:
- manualmente: con pallone autoespandibile o pallone va e vieni
- mediante un ventilatore meccanico. I ventilatori meccanici possono essere di tipo trasportabile (sono piccoli, rudimentali e alimentati pneumaticamente oppure mediante corrente elettrica dalla rete oppure da batterie), o fissi (di maggiori dimensioni e richiedono solitamente l'alimentazione diretta dalla rete elettrica, malgrado abbiano anche una batteria per permettere il trasporto del paziente oppure l'alimentazione temporanea in caso di black out; questi dispositivi sono anche più complessi e permettono il controllo di più parametri della ventilazione).

## Indicazioni all'utilizzo
La ventilazione artificiale è indicata negli interventi chirurgici che prevedano la curarizzazione del paziente con conseguente paralisi muscolare e nel momento in cui la respirazione spontanea del paziente non è in grado di mantenere le funzioni vitali.
Le patologie che vengono trattate con la ventilazione artificiale sono:
- danno polmonare acuto (inclusa la ARDS, e il trauma)
- apnea da arresto respiratorio, compresi i casi da intossicazione
- riacutizzazioni di malattie polmonari croniche (BPCO)
- acidosi respiratoria acuta con pressione parziale di anidride carbonica (pCO2) > 50 mmHg e pH < 7,25,
- paralisi del diaframma da sindrome di Guillain-Barré, Miastenia Gravis, crisi acute di distrofia muscolare o sclerosi laterale amiotrofica, lesione del midollo spinale, oppure effetto di anestetici o farmaci miorilassanti
- aumento del lavoro dei muscoli respiratori, evidenziato da eccessiva tachipnea, rientramenti sovraclaveari e intercostali e ampi movimenti della parete addominale
- ipossia con pressione parziale arteriosa di ossigeno (PaO2) < 55 mmHg nonostante supplementazione di ossigeno (elevata FiO2 nell'aria insufflata)
- ipotensione e shock, come nello scompenso cardiaco congestizio o in corso di sepsi.

## Modalità di ventilazione

### Modalità di ventilazione
Le modalità di ventilazione si classificano in base al controllo dell'atto respiratorio; questo viene stabilito in funzione della pressione o del volume o flusso impostati.
- ventilazione a flusso (o volume) controllato - Un predeterminato volume corrente (Vt), viene programmato ed erogato dal respiratore a ogni atto. Il valore di pressione necessaria per tale atto varia negli atti respiratori ed è determinata dalla resistenza idraulica e dalla compliance del circuito e delle vie aeree del paziente. Se ad esempio il volume corrente viene programmato a 500 mL, il ventilatore continuerà a insufflare aria fino al raggiungimento di tale valore. Al raggiungimento di tale volume d'aria, il ventilatore interromperà l'insufflazione e aprirà la valvola per consentire la fuoriuscita dell'aria (espirazione).
- ventilazione a pressione controllata - Una predeterminata pressione di picco inspiratorio viene programmata. Il ventilatore insufflerà aria fino al raggiungimento del valore di pressione impostato. In corrispondenza di tale limiti, il ventilatore interromperà l'insufflazione e aprirà la valvola per consentire la fuoriuscita dell'aria (espirazione). Con questa modalità sono possibili casi di ipoventilazione e di iperventilazione poiché il volume corrente varia negli atti respiratori.

In diversi modelli sono state combinate le caratteristiche di entrambe le modalità nel tentativo di soddisfare la meglio le esigenze del paziente. 
Queste modalità sono a flusso variabile, volume programmato, pressione regolata, a tempo limitato. Questo implica che invece di erogare un esatto volume corrente a ogni atto respiratorio, viene impostato un volume target e il ventilatore varierà il flusso inspiratorio a ogni atto per raggiungere il volume target alla pressione di picco più bassa possibile. 

### Ciclaggio
Un altro modo di classificare la ventilazione artificiale meccanica è basata sul modo di stabilire l'inizio dell'insufflazione dell'aria (ciclaggio). Ogni modalità di inizio dell'atto respiratorio può essere combinata con uno qualsiasi dei modi di interromperlo.
- Ventilazione meccanica controllata: il paziente non presenta atti respiratori spontanei, come nei pazienti sottoposti a curarizzazione.
- Pressure Support Ventilation (PSV) o ventilazione a supporto di pressione. Quando un paziente tenta di respirare spontaneamente tramite un tubo endotracheale, il circuito fra ventilatore e trachea costituisce un elemento resistivo che impegna la muscolatura respiratoria, e genera un lavoro muscolare supplementare. La modalità PSV è stata concepita per ridurre il lavoro dei muscoli respiratori. Quindi, per esempio, la modalità SIMV può essere combinata con la modalità PSV per permettere atti respiratori supplementari rispetto a quelli programmati con il SIMV. Tuttavia, mentre gli atti respiratori generati dal SIMV hanno volume e picco pressorio programmati, quelli generati tramite PSV si interrompono quando il flusso inspiratorio raggiunge una determinata percentuale del picco inspiratorio (generalmente il 10-25%). Una nuova generazione di ventilatori permette la programmazione di un valore soglia, adattabile manualmente o automaticamente alle caratteristiche del paziente, in modo da favorire la sincronia respiratoria[4]. Il picco di pressione nel PSV è generalmente programmato per essere inferiore a quello utilizzato nella ventilazione a pieno regime. Oltre che in associazione, il PSV può essere utilizzato anche da solo.
- Synchronized Intermittent Mandatory Ventilation (SIMV). In questa modalità il ventilatore fornisce una ventilazione mista spontanea in PSV o ad atti ventilatori programmati. Se il paziente non dà inizio a un atto respiratorio spontaneo, il ventilatore eroga un atto respiratorio a volume controllato. La SIMV è frequentemente utilizzata come modalità di ventilazione di passaggio da una totale dipendenza dal ventilatore fino alla rimozione dell'assistenza ventilatoria (weaning o svezzamento). Nella modalità SIMV la ventilazione minuto del paziente si divide in respiro spontaneo e respiro controllato.
- Neurally Adjusted Ventilatory Assist (NAVA). L'assistenza ventilatoria regolata a livello neurale è un innovativo approccio alla ventilazione meccanica basato sull'emissione respiratoria neurale. È un metodo di ventilazione controllata dai segnali del cervello (cioè la stimolazione vagale del diaframma) che accresce l'interazione tra paziente e ventilatore. NAVA è in grado di rilevare l'attività elettrica del diaframma (Edi), il primo segnale respiratorio che può essere captato. La stimolazione elettrica produce la contrazione del diaframma che determina un movimento discendente nella cavità addominale con la creazione di una pressione alveolare negativa e l'ingresso del flusso d'aria. Questo segnale viene prelevato tramite l'inserimento nasogastrico di un catetere provvisto di elettrodi distali e che, interfacciato con il ventilatore, fornisce un'assistenza proporzionale e sincrona agli sforzi respiratori del paziente. Il livello di assistenza corrisponde alla moltiplicazione del segnale. Il segnale Edi è misurato 62,5 volte al secondo. Con NAVA quindi, l'attività elettrica diaframmatica viene catturata, inviata al ventilatore e utilizzata per aiutare la respirazione. Siccome il ventilatore e il diaframma lavorano con lo stesso segnale, l'accoppiamento meccanico diaframma-ventilatore è praticamente istantaneo. La tecnologia convenzionale, invece, si limita a rilevare lo sforzo del paziente nella fase finale del processo respiratorio, condizione che, in molteplici casi, potrebbe non soddisfare le esigenze ventilatorie[5].

### Altri parametri ventilatori
Positive end-expiratory pressure (PEEP): è funzionalmente simile al CPAP, ma si basa sull'uso di una elevata pressione durante la fase espiratoria del ciclo ventilatorio. Dopo la somministrazione del quantitativo d'aria selezionato sul ventilatore, il paziente espira passivamente. Il volume d'aria che rimane nel polmone dopo una espirazione normale è definita capacità funzionale residua (CFR) ed è determinata soprattutto dal ritorno elastico del polmone e della gabbia toracica. In molte patologie polmonari la CFR è ridotta a causa del collasso alveolare, che determina una minore area di scambio dei gas e uno shunt intrapolmonare, con spreco dell'ossigeno inspirato: la PEEP riduce il lavoro respiratorio basale e aiuta a mantenere una buona CFR.
Il tempo inspiratorio (Ti) limita la durata del ciclo inspiratorio e pertanto il valore del rapporto fra tempo inspiratorio e tempo espiratorio (rapporto I/E).